# پیتاوالا
پیتاوالا (به لاتین: Pitawala) یک منطقهٔ مسکونی در سری‌لانکا است که در استان مرکزی (سری‌لانکا) واقع شده‌است.